# بطارية احتياطية

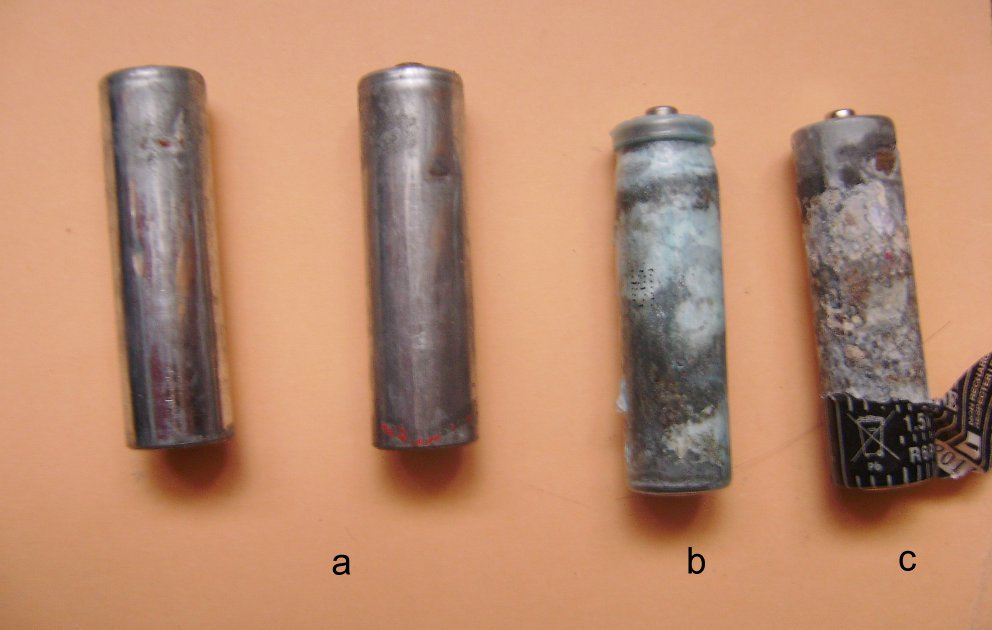
تآكل الزنك في بطارية الزنك

بطارية احتياطية تعد البطارية الاحتياطية بطارية أساسية حيث يتم عزل جزء منها حتى نحتاج البطارية لإستخدامها.

## نبذة
عند الحاجة إلى تخزين طويل، يتم استخدام البطاريات الاحتياطية غالبًا، حيث يتم فصل المواد الكيميائية النشطة للخلية إلى حين الحاجة، مما يقلل من التفريغ الذاتي.
يتم تمييز البطارية الاحتياطية عن البطارية العادية، حيث إن البطارية الاحتياطية خاملة حتى يتم تنشيطها في حين أن البطارية العادية تعمل بالفعل حتى إذا كانت لا تعمل على توصيل التيار.

## الإستخدامات
يتم استخدام هذه البطاريات في أجهزة اللاسلكي، والصواريخ، والصمامات والقنابل، وأنظمة الأسلحة المختلفة.
على الرغم من عدم الإعلان عن البطاريات الاحتياطية إلا أن المبدأ يتضح من خلال بيع بطاريات السيارات «المشحونة الجافة» حيث تتم إضافة المنحل بالكهرباء في وقت البيع. مثال آخر هو بطاريات الزنك حيث يتم إغلاق الخلية وتنشيطها عند الاستخدام.